# 大学站 (慕尼黑地铁)
大学站（德語：U-Bahnhof Universität）是一座慕尼黑地铁3号线和6号线位于马克斯近郊的一座车站，位于音乐厅广场站和吉瑟拉大街站之间，毗邻慕尼黑大学主校区。此站可换乘公交150路、153路和154路。其中153路连接慕尼黑大学主校区与慕尼黑应用技术大学、154路连接慕尼黑大学主校区与慕尼黑工业大学主校区。